# Hookeriopsis papillosula
Hookeriopsis papillosula là một loài Rêu trong họ Hookeriaceae. Loài này được Broth. & P. de la Varde mô tả khoa học đầu tiên năm 1928.